# Julius Berger FC
Julius Berger FC – nigeryjski klub piłkarski grający obecnie w drugiej lidze (w sezonie 2006 zajął 10. miejsce w Premier League i został zdegradowany). Klub ma siedzibę w mieście Lagos. Swoje mecze rozgrywa na stadionie Onikan Stadium, który może pomieścić 5.000 widzów.
Klub został założony w 1975 roku. Sukcesy odnosił głównie na przełomie XX i XXI wieku. Obecnie właścicielem klubu jest firma budowlana Julius Berger Construction Company.

## Sukcesy
- Mistrzostwo Nigerii: 1991, 2000
- Puchar Nigerii: 1996, 2002
- Finalista Pucharu Nigerii: 1994
- Finalista Pucharu Zdobywców Pucharów Afryki: 1995, 2003